# Боголюбов, Николай Иванович (врач)
Николай Иванович Боголюбов (1840—1893) — русский учёный, доктор медицины, профессор Казанского университета.

## Биография
Родился в семье чиновника 20 мая (1 июня) 1840 года в Малмыже Вятской губернии.
В 1858 году окончил Пензенский дворянский институт, в 1864 году — медицинский факультет Казанского университета. В ноябре 1865 года стал ординатором хирургической госпитальной клиники, с 1 октября 1869 года — ординатором хирургической факультетской клиники.
Степень доктора медицины получил 3 февраля 1873 года за диссертацию «Об углекислоте в желчи. Материал для физиологии печени» (Казань: литотип. К. А. Тилли, 1872. — 51 с.) и с 24 апреля был доцентом оперативной хирургии. Работал в госпиталях во время русской турецкой войны 1877—1878 годов.
С 27 января 1883 года стал экстраординарным профессором; сменил на должности заведующего кафедрой факультетской хирургии А. Н. Бекетова; с 30 января 1886 года — ординарный профессор.
Написал сочинения по микрохирургической операции семявыносящих протоков при туберкулёзе яичника.
По болезни был уволен 15 апреля 1887 года. Умер 25 августа (6 сентября) 1893 года в Казани.